# Fakaofo (dorp)
Fakaofo is het enige dorp op het eiland Fenua Fala in het Tokelause atol Fakaofo. Het is een stuk kleiner dan het andere dorp in het atol, Fale op het gelijknamige eiland, en bestaat pas sinds 1960, toen Fenua Fala werd bebouwd als maatregel tegen de overbevolking op Fale. Het dorp ligt centraal aan de noordzijde van het eiland, aan de lagune, en er is een kleine aanlegsteiger voor sloepen.

## Voorzieningen
In Fakaofo bevinden zich de enige school van het atol, alsook het ziekenhuis en het kantoor van het nationale telecommunicatiebedrijf Teletok. Meerdere malen daags pendelt een schoolboot tussen Fenua Fala en Fale.

## Bezienswaardigheden
- In de Fakafotu Falefono, oftewel ontmoetingsplaats, bevindt zich een monument bestaande uit een stuk koraal dat volgens de lokale bewoners bovennatuurlijke krachten bezit omdat het geassocieerd wordt met Tui Tokelau, een god in wiens naam Atafu en Nukunonu in de 18e eeuw vanuit Fakaofo werden veroverd.
- Heel bijzonder is de manier waarop de inwoners van Fakaofo aan varkensteelt doen: de varkens worden door plaatsgebrek gehouden in kooien of achter omheiningen in het water tussen Fenua Fala en Fale en voeden zich met onder meer schelpdieren die ze aldaar vinden.

Atafu: Atafu

Fakaofo: Fakaofo · Fale

Nukunonu: Motuhaga · Nukunonu Village